# 路振
路振（957年—1014年），字子发，祁阳（今湖南省祁阳县）人，宋代官员。

## 生平
唐懿宗時宰相路岩之後。路岩貶死嶺外，其子路琛避仇於祁陽，遂定居於此。路振生于后周四年（957年），幼颖悟，五歲能诵《孝经》、《论语》。淳化年间，作《卮言日出赋》，为宋太宗激赏，擢置进士甲科，授大理评事。後知滨州、河中府、邓州。知制诰，開始撰寫《九國志》。大中祥符初年（1008年），充任“贺契丹国主生辰使”出使辽朝，录成《乘轺录》。后改授太常博士，官左司谏。晚年徙居潭州湘潭（今属湖南）。生性嗜酒，大中祥符七年（1017年），同修起居注，以疾卒，年五十八。有《九國志》51卷、《楚青》5卷等。

## 延伸阅读
[在维基数据编辑]
 《宋史·卷441》，出自脱脱《宋史》
 在维基共享资源阅览影像